# Musikjahr 1848
Liste der Musikjahre

◄◄ | ◄ | 1844 | 1845 | 1846 | 1847 | Musikjahr 1848 | 1849 | 1850 | 1851 | 1852 | ► | ►►

Weitere Ereignisse
Dieser Artikel behandelt das Musikjahr 1848.

## Instrumental und Vokalmusik (Auswahl)
- 31. August: Der von Johann Strauss komponierte und dem gleichnamigen Feldmarschall gewidmete Radetzky-Marsch op. 228 wird am Wasserglacis in Wien uraufgeführt. Es ist das wohl bekannteste und populärste Werk des Komponisten.
- Robert Schumann: Album für die Jugend op. 68; Bilder aus Osten, Sechs Impromptus op. 66 (Klavier vierhändig)
- Clara Schumann: Drei gemischte Chöre (Abendfeier in Venedig; Vorwärts; Gondoliera) (komponiert zu Robert Schumanns 38. Geburtstag)
- Giuseppe Verdi: Suona la tromba („Es schallt die Trompete“) (Kantate)
- Otto Nicolai: Der 84. Psalm für achtstimmigen Chor a cappella; Der 100. Psalm für achtstimmigen Doppelchor a cappella; Der 97. Psalm für vierstimmigen Chor a cappella
- George Onslow: Streichquintett op. 72; Streichquintett op. 73; Streichquintett op. 74; Streichquintett op. 75; Quintett für Klavier und Streicher op. 76; Nonett für Bläser und Streicher op. 77; Sextett für Bläser und Streicher; 2 Streichquintette op. 78
- Michail Iwanowitsch Glinka: Kamarinskaja, Scherzo (Orchestermusik)

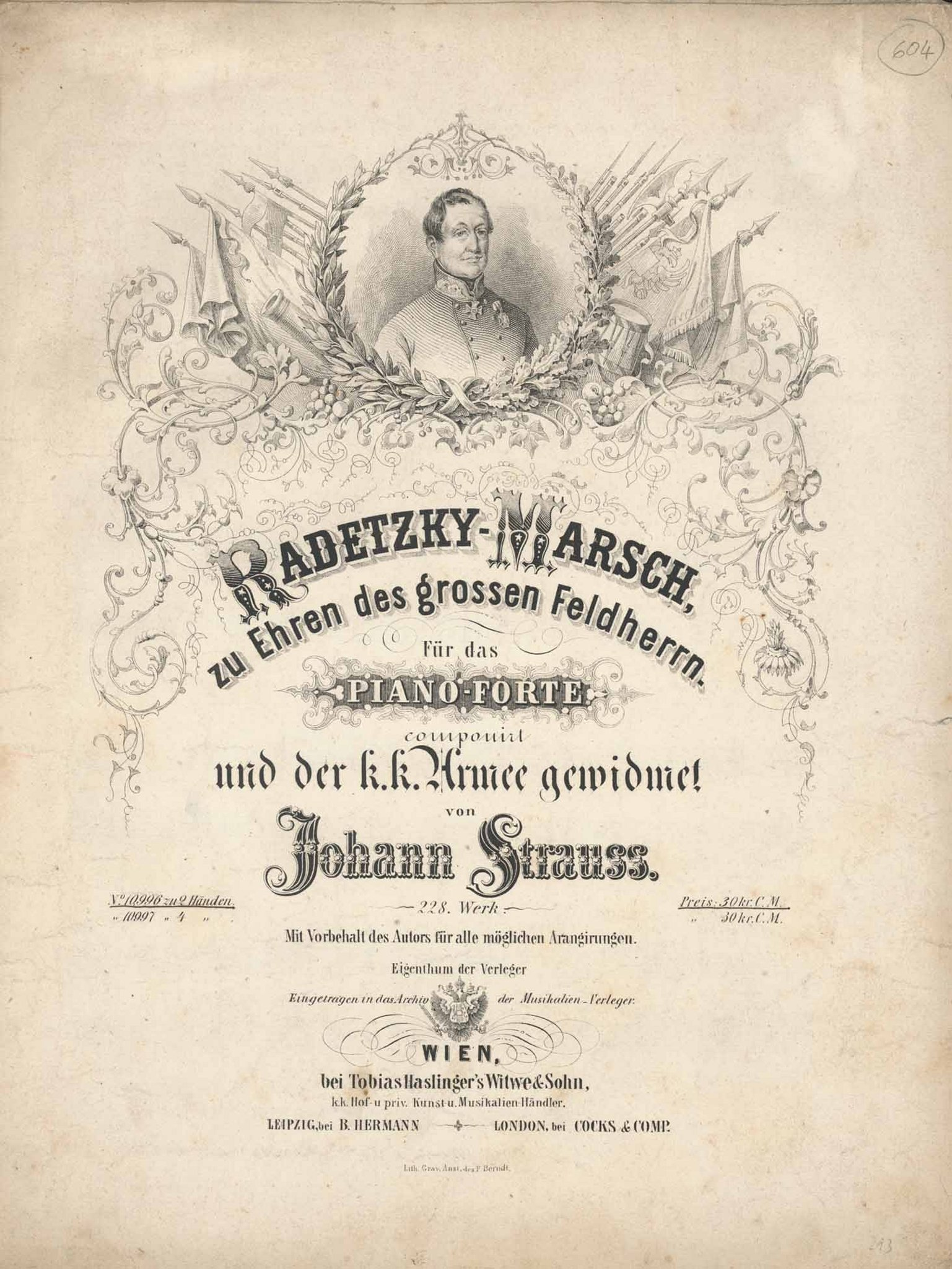
Deckblatt des Radetzkymarsches, op. 228 von Johann Strauß Vater

- Johann Strauss (Vater): Helenen-Walzer op. 204
- Johann Strauss (Sohn): Klänge aus der Walachei op. 50; Freiheits-Lieder op. 52; Burschen-Lieder op. 55; Neue Steierische Tänze op. 61; Geisselhiebe-Polka op. 60; Revolutions-Marsch op. 54; Studenten-Marsch op. 56; Brünner-Nationalgarde-Marsch; Martha-Quadrille op. 46; Annika-Quadrille op. 53
- Anton Bruckner: Sternschnuppen, WAB 85
- Wilhelm Baumgartner: An mein Vaterland

## Musiktheater
- 16. Februar: Uraufführung des Balletts Griseldis ou Les cinq sens von Adolphe Adam in Paris
- 18. März: Uraufführung der Oper Allan Cameron von Giovanni Pacini im Teatro La Fenice in Venedig
- 16. Juni: Uraufführung der Oper L’Apparition von François Benoist in Paris
- 25. Oktober: Uraufführung der Oper (melodramma tragico) Il corsaro von Giuseppe Verdi in Triest, Teatro Grande
- 11. November: Uraufführung des Opéra-comique Le val d’Andorre von Fromental Halévy an der Opéra-Comique in Paris
- 30. November: Uraufführung der Oper (tragedia lirica) Poliuto von Gaetano Donizetti am Teatro di S. Carlo in Neapel

## Weitere Werke
- Albert Lortzing: Regina (Oper) 1848 entstanden, aber erst 1899 uraufgeführt
- François Benoist: Nisida ou les Amazones des Açores (Ballett)
- Albert Grisar: Gille ravisseur (Oper)

## Gründungen
- Der Rieter-Biedermann Musikverlag wird gegründet.

## Geboren

### Geburtsdatum gesichert
- 05. Januar: Adolf Krössing, österreichischer Opernsänger (Tenorbuffo) († 1933)
- 06. Januar: Teobaldo Power, spanischer Komponist († 1884)
- 15. Januar: Raphael von Koeber, deutsch-russischer Philosoph und Musiker († 1923)
- 21. Januar: Henri Duparc, französischer Komponist († 1933)
- 03. Februar: Josef Mödlinger, österreichischer Opernsänger († 1927)
- 17. Februar: Mathilde Mallinger, österreichische Opernsängerin (Sopran) und Gesangspädagogin († 1920)
- 27. Februar: Hubert Parry, englischer Komponist († 1918)
- 00. Februar: Oscar Martel, kanadischer Geiger, Musikpädagoge und Komponist († 1924)
- 11. März: Anna Schultzen von Asten, österreichische Sängerin († 1903)
- 13. März: Hans Nydegger, Schweizer Journalist, Liedtexter und Schriftsteller in Mundart († 1909)
- 16. März: Maria Sophia Petronella van Gijtenbeek, niederländische Schauspielerin, Balletttänzerin und Sopranistin († 1929)
- 17. März: Horace Wadham Nicholl, britischer Organist und Komponist († 1923)
- 25. März: Bertha Drechsler Adamson, englische Geigerin, Dirigentin und Musikpädagogin († 1924)
- 25. März: Henri Ketten, ungarischer Pianist und Komponist († 1883)

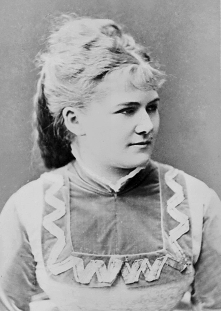
Hermine Meyerhoff; * 26. März

- 26. März: Hermine Meyerhoff, deutsch-österreichische Opern- und Operettensängerin († 1926)
- 18. April: Anselm Barba i Balansó, katalanischer Komponist der Romantik, Organist und Musikpädagoge († 1883)
- 11. Mai: Felix Schmidt, deutscher Sänger und Gesangspädagoge († 1927)
- 01. Juni: Otto Malling, dänischer Organist und Komponist († 1915)
- 05. Juni: Mathilde Weckerlin, deutsche Opernsängerin († 1928)
- 13. Juni: Otto Thümer, deutscher Tonkünstler († 1917)
- 25. Juni: Carl Eitz, deutscher Akustiker und Musikpädagoge († 1924)
- 25. Juni: Paul Puget, französischer Komponist († 1917)
- 11. Juli: Joaquim Calado, brasilianischer Flötist und Komponist († 1880)
- 16. Juli: Henri Viotta, niederländischer Dirigent und Musikwissenschaftler († 1933)
- 25. Juli: Hugo Bock, deutscher Musikverleger († 1932)
- 01. August: Pierre Gailhard, französischer Opernbassist († 1918)
- 01. August: František Kmoch, tschechischer Komponist und Dirigent († 1912)
- 22. August: Giuseppe dell’Orefice, italienischer Komponist († 1889)
- 23. August: Adolf Boettge, deutscher Militärmusiker († 1913)
- 05. September: Leopold Müller, deutscher Bariton und Theaterintendant († 1912)
- 19. September: Heinrich Ernst, deutscher Opernsänger († 1919)
- 09. Oktober: Caroline Alice Elgar, britische Schriftstellerin und Ehefrau des Komponisten Edward Elgar († 1920)
- 23. Oktober: Josef Hofer, österreichischer Komponist, Kirchenmusiker, Kapellmeister und Pädagoge († 1912)
- 31. Oktober: Nadeschda Nikolajewna Rimskaja-Korsakowa, russische Pianistin, Musikwissenschaftlerin und Komponistin († 1919)
- 06. November: Hjalmar Berwald, schwedischer Pianist, Komponist, Mathematiker und Ingenieur († 1930)
- 07. November: Fritz Plank, deutscher Opernsänger († 1900)
- 23. November: Josef Steininger, österreichischer Orgelbauer († 1921)

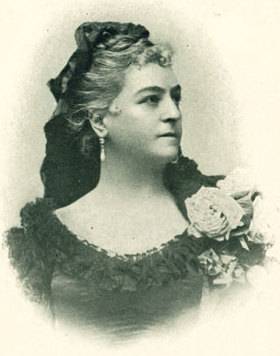
Lilli Lehmann; * 24. November

- 24. November: Lilli Lehmann, deutsche Opernsängerin (Sopran) und Gesangspädagogin († 1929)
- 18. Dezember: Frederic Grant Gleason, US-amerikanischer Komponist, Musikpädagoge und -kritiker († 1903)
- 18. Dezember: Louis Thern, österreichisch-ungarischer Pianist und Musikpädagoge († 1920)
- 20. Dezember: Hugo Nolthenius, niederländischer Komponist, Musikkritiker und Musikschriftsteller († 1929)
- 21. Dezember: Jakob Hillier, rumäniendeutscher Komponist, Kirchenmusiker und Musikpädagoge († 1918)

### Genaues Geburtsdatum unbekannt
- Mary Ellen Christian, australische Sängerin und Gesangslehrerin († 1941)

## Gestorben

### Todesdatum gesichert
- 05. Januar: Ferdinando Orlandi, italienischer Komponist (* 1774)
- 09. Januar: Johanna Rosine Wagner, Mutter von Richard Wagner (* 1774)

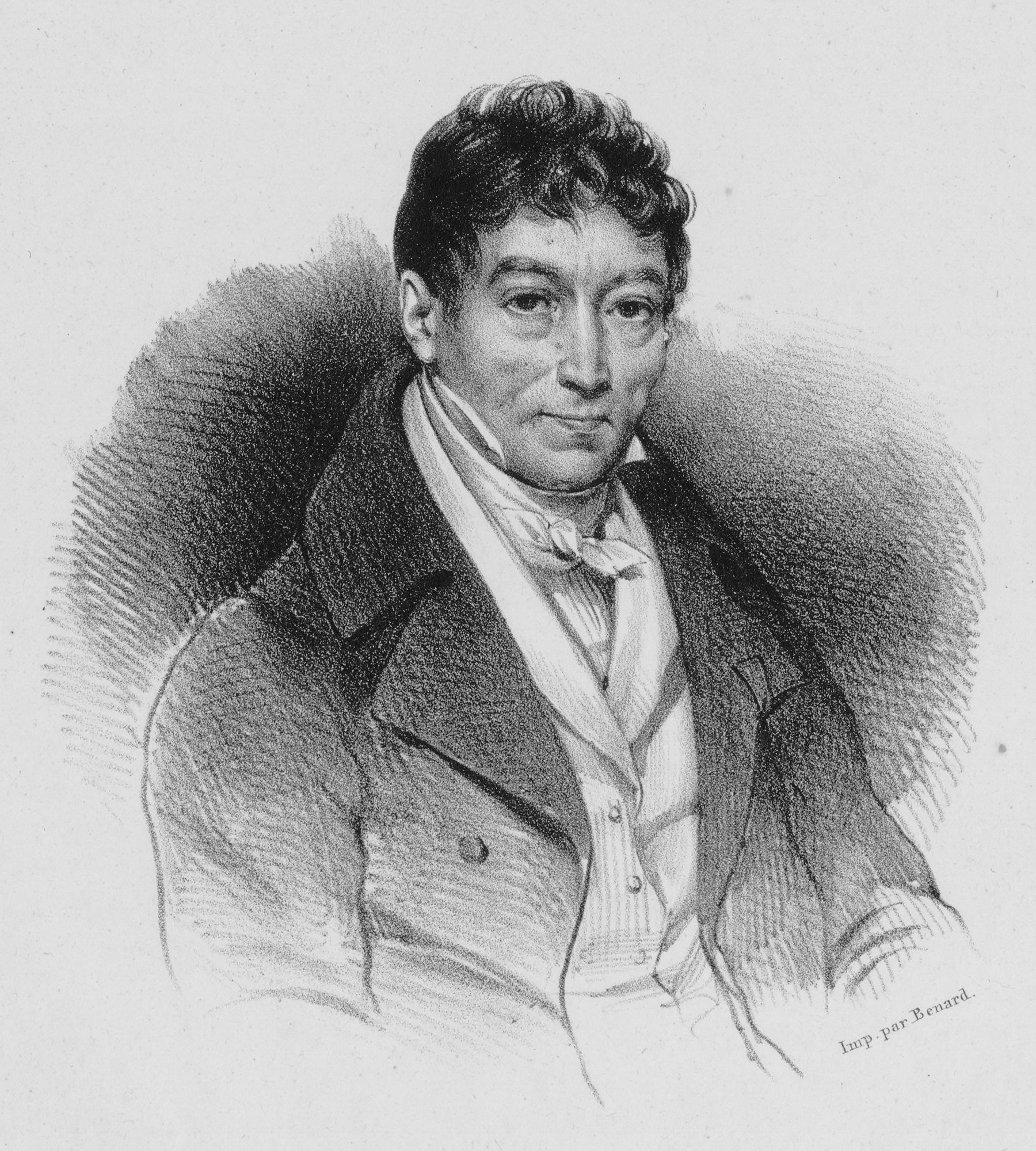
Louis Adam; † 8. April

- 08. April: Louis Adam, französischer Komponist und Klaviervirtuose (* 1758)
- 08. April: Gaetano Donizetti, italienischer Komponist (* 1797)
- 24. April: François (Frans) Van Campenhout, belgischer Opernsänger, Dirigent und Komponist (* 1779)
- 16. Mai: Mathias Weber, österreichischer Orgelbauer (* 1777)
- 21. Mai: Feliks Janiewicz, polnischer Komponist und Violinist (* 1762)
- 05. August: Nicola Vaccai, italienischer Komponist (* 1790)
- 04. Oktober: Peter Friedrich Engstfeld, deutscher Organist und Kirchenlieddichter (* 1793)
- 21. Oktober: Maria Milanollo, italienische Violinistin (* 1832)

### Genaues Todesdatum unbekannt
- Josef Mühlbauer, deutscher Orgelbauer (* 1818)